# Cadillacs and Dinosaurs: The Second Cataclysm
Cadillacs and Dinosaurs: The Second Cataclysm es un videojuego de disparos sobre rieles creado por Rocket Science Games basado en el cómic Xenozoic Tales de Mark Schultz. Se comercializó originalmente en 1994 para Sega CD y posteriormente para IBM PC.

## Jugabilidad
En contraste con el anterior videojuego Cadillacs and Dinosaurs desarrollado por Capcom, que se trataba de un beat 'em up para arcades, en cambio Cadillacs and Dinosaurs: The Second Cataclysm es un videojuego de disparos sobre rieles, que presenta video de movimiento completo creado especialmente para el videojuego.
Mientras se está en la tarea, se debe luchar contra dinosaurios feroces y hambrientos, pero también se debe tener cuidado de no alterar el equilibrio de la naturaleza. Además, se debe tratar de no alterar su caddie alimentado por energía volcánica cuando golpea contra demasiados obstáculos en el camino.
Los gráficos son una mezcla de objetos y entornos 3D, y sprites 2D de estilo cómic, pero capturan gran parte del estilo del cómic original.

## Trama
Te encuentras en la llamada Era Xenozoica: después de un cataclismo en 2020 d. C., la humanidad se vio obligada a esconderse debajo de la superficie. Una vez que pudo salir de nuevo, descubrió que el mundo había cambiado terriblemente, con dinosaurios deambulando libremente una vez más. Una misteriosa raza mutante, llamada Grith, cree que el cataclismo fue causado por la alteración del equilibrio natural. Ahora, el líder de la restaurada Ciudad en el Mar, Scharnhorst, está utilizando tecnología antigua y está volviendo a alterar el equilibrio. Los Girth te eligieron a ti, Jack Tenrec, y a tu compañera Hannah Dundee, para librar al mundo de Scharnhorst. Y puedes hacerlo en un Cadillac rojo del 53 con ametralladoras montadas.

## Desarrollo
El empresario Elon Musk, que en aquel momento era un empleado de Rocket Science Games, trabajó como programador en Cadillacs and Dinosaurs: The Second Cataclysm.

## Lanzamiento
Durante el evento E3 1995 se anunció que se estaba desarrollando una versión del videojuego para 3DO Interactive Multiplayer, que estaba programada para ser publicada por BMG Interactive; sin embargo, esta versión nunca se lanzó, por razones desconocidas.

## Recepción
En 1997, Jeff Sengstack de NewMedia escribió que Cadillacs and Dinosaurs "fracasó miserablemente". En ese momento, sus ventas estaban por debajo de las 20.000 unidades. Según PC Data, que rastreó las ventas de videojuegos de computadora en los Estados Unidos, Cadillacs and Dinosaurs y Loadstar vendieron menos de 8,000 copias combinadas hasta 1996.
Recibió reseñas generalmente mediocres. Mike Weigand de Electronic Gaming Monthly comentó sobre el videojuego que "los gráficos son bastante buenos, pero el tema general del juego no es muy emocionante". Scary Larry de GamePro estuvo de acuerdo en que el videojuego era aburrido, comentando "No hay mucho más que hacer aquí excepto disparar y conducir", y estuvo en desacuerdo acerca de los gráficos, citando colores turbios y falta de detalles. Next Generation vio una crítica algo más positiva para el título. Dijo que el videojuego era técnicamente impresionante por su animación fluida y su casi ausencia de tiempos de carga, y aunque criticó la falta de variedad en los niveles, concluyó: "Sin embargo, a fin de cuentas, es suave, rápido y emocionante, ¿y qué más podrías pedir?"